# Тразагис
Тразагис (итал. Trasaghis) је насеље у Италији у округу Удине, региону Фурланија-Јулијска крајина.
Према процени из 2011. у насељу је живело 469 становника. Насеље се налази на надморској висини од 192 м.

## Становништво
Према резултатима пописа становништва 2011. у општини је живело 2.298 становника.
| 1936. | 1951. | 1961. | 1971. | 1981. | 1991. | 2001. | 2011. |
| ----- | ----- | ----- | ----- | ----- | ----- | ----- | ----- |
| 3.498 | 4.125 | 3.401 | 3.092 | 3.075 | 2.677 | 2.490 | 2.298 |